# 小学館集英社プロダクション
株式会社小学館集英社プロダクション（しょうがくかん・しゅうえいしゃプロダクション、英: Shogakukan-Shueisha Productions Co., Ltd.）は、教育サービス事業やキャラクターライセンス事業、映像番組の企画・制作を主な事業とする一ツ橋グループに所属する日本の企業。日本動画協会正会員。

## 概説
1967年6月26日に小学館が株式会社小学館プロダクション（しょうがくかんプロダクション、英: Shogakukan Productions Co.,Ltd.）として設立した。1990年代より、アメリカンコミックスの日本語版出版を行っている。
2008年6月10日に集英社からの出資を受け、現社名に改称。2009年に増資を行い白泉社が資本参加。アニメで取り扱う作品は小学館の作品がほとんどであったが、2010年10月2日から放送の『バクマン。』を皮切りに集英社系列の作品も取り扱うようになった。資本関係こそ無いものの、一ツ橋グループに属する祥伝社やプレジデント社の系列作品も扱うことがある。2020年10月3日から放送の『トニカクカワイイ』シリーズを皮切りにワーナー ブラザース ジャパンとの共同製作作品も取り扱うようになった。

## 沿革
- 1967年6月26日 - 小学館が株式会社小学館プロダクションを設立。「オバケのQ太郎」等の商品化権管理業務開始
- 1968年 - 音楽原盤制作の企画を開始
- 1969年 - 「小学生の英語」の訪問販売を実験的に開始
- 1970年 - 早期英語教育事業の生徒募集活動を開始
- 1971年 - 固定教室第1号「小岩中央スクール」を開設し、教育事業の本格展開を開始
- 1979年 - 藤子不二雄（のちの藤子・F・不二雄）原作「ドラえもん」の商品化権管理業務開始
- 1982年 - 小学館発行の雑誌と連動した通信販売業務を開始
- 1986年 - ドラキッズの前身となる幼児教室第1号教室をダイエーとのタイアップにより千葉県八千代台にオープン
- 1989年 - 株式会社ビデオジャポニカの事業を継承したビデオジャポニカ事業部が発足
- 1991年 - 版権営業及び自社商品の制作、宣伝販売を主眼とし、メディア事業部を発足。小学館プロダクションU.S.A.を設立
- 1994年 - 初のマーベル・コミックのムック本「X-MEN」発売
- 1995年 - ｢ドラゼミ｣の前身となる通信添削「習熟ゼミ」を開始
- 1996年 - TVアニメ「爆走兄弟レッツ&ゴー!!」が放送開始（テレビ東京系）
- 1997年 
  - TVアニメ「ポケットモンスター」が放送開始（テレビ東京系）
  - テレビ番組「おはスタ」が放送開始（テレビ東京系）
- 1998年
  - 三起商行株式会社と共同出資で「株式会社ミキハウス&小学館プロダクション」を設立し、｢ミキハウスキッズパル｣を開校
  - TV企画事業部コンピュータグラフィックス部門および音楽部門を分割し、「株式会社小学館ミュージック&デジタル エンタテイメント」を設立。
- 1999年 - 大人向け文化・教養講座として、ライフパル「パソコン教室」開講
- 2000年
  - 米国・サンフランシスコに「ShoPro USA」を設立
  - 三起商行株式会社と共同出資で「ミキハウス子育て総研株式会社」を設立
- 2002年
  - 品川プリンスホテルに託児施設「dakko room」開設
  - TVアニメ「デュエル・マスターズ」シリーズが放送開始（テレビ東京系）
- 2005年
  - 東京都品川区より小中一貫教育「英語科」副教材制作を受託
  - 小学館、集英社、当社の三社共同出資による新会社「VIZ Media LLC」をサンフランシスコに設立
- 2006年
  - 埼玉県「青少年総合野外活動センター」の指定管理を開始
  - PFI事業のオートキャンプ場「噴火湾パノラマパーク オートリゾート八雲」（北海道）開設
  - 横浜ベイクォーターに英語教育付き託児所「dakko room PLUS」を開設
- 2007年
  - 東京都認証保育所｢小学館アカデミー おおさき駅前保育園｣を開設
  - 「千代田区立スポーツセンター」、「九段生涯学習館」の運営業務を開始
  - 兵庫県の｢明石市立少年自然の家｣運営業務を開始
  - 「VIZ Media Europe, S.A.R.L」をパリに設立
  - PFI事業の山口県美祢市「美祢社会復帰促進センター」、栃木県さくら市「喜連川社会復帰促進センター」の業務開始
- 2008年
  - 指定管理者制度で岡山県「渋川青年の家」、千葉県「水郷小見川少年自然の家」、千葉県浦安市「青少年交流活動センター」、愛知県豊橋市「こども未来館」、東京都江戸川区「しのざき文化プラザ」の運営を開始
  - 集英社が資本参加、社名を「株式会社小学館集英社プロダクション」に改称
  - 無料コミック・イラスト投稿サイト「Dream Tribe」を開設[4]
  - 広島県三次市の認可保育園の運営を開始
- 2009年
  - 指定管理者制度で愛知県小牧市「南部コミュニティセンター」、「小牧南児童館」、兵庫県加古川市「加古川総合文化センター」、三重県「四日市市少年自然の家」、東京都中央区「社会教育会館（築地・日本橋・月島・晴海）」の運営を開始
  - 子育て応援カフェ「だっこファミリーパティオ錦糸町店」を東京都墨田区に開設
  - 資本金を4億9,900万円に増資、白泉社が資本参加
  - 欧州の「KAZEグループ」を買収、「VIZ Media Europe」に統合
  - YouTube内に公式チャンネル「小学館集英社プロダクションチャンネル」開設
- 2010年
  - 「静岡県立三ケ日青年の家」の運営を開始
  - 「小学館アカデミー：にしおぎ駅前保育園/かすみがせき保育園/ベイシティ晴海保育園/三田駅前保育園/神田駅前保育園/むさしこやま保育園/あらいやくし保育園」開設
  - 教育関連事業を主な業務とする小学館との合弁会社「台灣小學館股份有限公司」を台湾に設立
- 2011年
  - 認可保育所「小学館アカデミー：新ゆり山手保育園/南さいわい町保育園/まいた保育園/小石川保育園/さぎぬま保育園」を開設
  - 「小学館アカデミー：アトレ大井町保育園」を開設
  - 「小学館アカデミー：勝どきこども園」（東京都中央区）を開設
  - 「芦屋市立芦屋美術館」の運営を開始
  - 「ドラえもんわくわくスカイパーク」（新千歳空港）開設
  - 「川崎市 藤子・F・不二雄ミュージアム」（神奈川県川崎市）開設
  - 「千代田区区立日比谷図書文化館」の運営を開始
- 2012年
  - 「ドラゼミ」3～4歳児対象の「プレコース」開始
  - 幼保一体型施設「小学館アカデミー昌平保育園」を開設
  - 認可保育所「小学館アカデミー：かみおおおか保育園/たまプラーザ保育園/なかやま保育園/ひよし保育園/かりやど保育所/みやまえだいら保育園/むさししんじょう保育園/南青山保育園/ ちょうふ保育園」を開設
- 2013年
  - 中央区立環境情報センターの運営を開始
  - 練馬区立上石神井児童学童クラブの運営を開始
  - 認可保育所「小学館アカデミー：茗荷谷保育園/にしおぎ南保育園/かみながや保育園/つなしま保育園/りょくえんとし保育園/かしまだ保育園しんまるこ保育園/むさししんじょう第2保育園/柏しこだの森保育園」を開設
  - 認証保育所「小学館アカデミーふたこたまがわ保育園」を開設
  - テキストの講義映像配信「テレビドラゼミ」開始
  - ドラキッズ満1歳児対象の「はじめてクラス」開設
  - 「ドラゼミ幼児コース」を「ぷちドラゼミ」へ名称変更
- 2014年
  - 認可保育園「小学館アカデミー：西いくた保育園/いちかわ南保育園」を開設
  - こども英語教室「イーコラボ」首都圏、関西エリアへ本格導入
  - 厚生労働省より「薬物乱用防止のための啓発訪問事業」受託
- 2016年 - 学童保育サービス付のエデュケーション施設「ポケモングローバルアカデミー」（たまプラーザ駅前）の運営を開始
- 2018年
  - 集英社ビジネス推進室を新設
  - ベトナムで保育事業開始
- 2017年
  - 豊橋市こども未来館の運営を開始
  - 板橋区立エコポリスセンターの運営を開始
- 2019年
  - ShoPro独自通販 第一弾「KuumaA」を販売開始
  - 幼児・小学生の通信教育である「ドラゼミ」「ぷちドラゼミ」のブランドを刷新し、幼児から小学生まで一貫した通信教育事業「まなびwith」をサービス開始[5]
  - 谷崎潤一郎記念館の運営を開始
  - 大宮図書館の運営を開始
  - ベトナム・ホーチミンにて「ShoPro Vietnam」を設立
- 2020年
  - 小学館との共催による事業創造プログラム「小学館アクセラレーター」開始
  - 小学生・中学生を中心とした学習教室「小学館アカデミー」、幼児・小学生の英語力を育成する英語教室「イーコラボ」の事業を株式会社学研エデュケーショナルに譲渡[6]
  - 株式会社サンケイリビング新聞社より「あんふぁん」「ぎゅって」事業を譲り受け、100%出資子会社として「株式会社こどもりびんぐ」を設立[7]
- 2021年
  - 練馬区立リサイクルセンター（関町・春日町）、足立区東和地域学習センター、 大阪府立中之島図書館の運営を開始
  - 「ドラキッズオンライン」コース開設
  - 讀賣テレビ放送株式会社（現・読売テレビ放送株式会社）、 株式会社トムス・エンタテインメント、株式会社小学館、株式会社小学館ミュージック&デジタル エンタテイメント、株式会社小学館集英社プロダクションで名探偵コナンゼミ有限責任事業組合を設立[8]
  - 幼児・小学生向けの通信教育である「まなびwith」のブランドを刷新し、小学生向け通信教育「名探偵コナンゼミ 通信教育」サービス開始[9]
  - ナゾトキブラウザーゲーム「名探偵コナンゼミ ナゾトキ」サービス開始
- 2022年
  - 播磨社会復帰促進センターの運営を開始
  - 小学館アカデミー保育園・ベビーシッターの「だっこルーム」・「HAS」をはじめとする総合保育サービス事業を分割し、保育の専門会社である「株式会社小学館アカデミー」を設立[10]

## 映像関連事業

### 現在・予定
- ポケットモンスターシリーズ（1997年 - ）
- ポケモンとどこいく!?（2022年 - ）
- 劇場版 名探偵コナンシリーズ（1997年 - ）
- おはスタ（1997年 - ）
- デュエル・マスターズシリーズ（2002年 - ）
- 映画 ドラえもんシリーズ（2006年 - ）
- SPY×FAMILYシリーズ（2022年 - ）※2023年製作の劇場アニメを含む
- らんま1/2（2024年 - ）
- 姫様“拷問”の時間です（2024年 - ）
- シンカリオン チェンジ ザ ワールド（2024年 - ）
- 怪獣8号（2024年 - ）
- 真・侍伝 YAIBA（2025年 - ）
- ウィッチウォッチ（2025年 - ）
- ダンダダン（2024年 - ）
- Summer Pockets（2025年 - ）
- ぷにるはかわいいスライム（2024年 - ）
- トミプラワールド のりのりタイムズ!!（2025年 - ）

### 過去
アニメーション作品
- るーみっくわーるど（1986年 - 1987年）
  1. 炎トリッパー
  2. ザ・超女
  3. 笑う標的
- 炎の闘球児 ドッジ弾平（1991年 - 1992年）
- 剣勇伝説YAIBA（1993年 - 1994年）
- ドラえもん のび太と未来ノート（1994年）
- X-MEN（1994年 - 1995年） - テレビ東京版、配給・日本語版制作[注 4]
- モジャ公（1995年 - 1997年）
- バケツでごはん（1996年）
- 爆走兄弟レッツ&ゴー!!シリーズ（1996年 - 1998年）
- 学級王ヤマザキ（1997年 - 1999年）
- 超速スピナー（1998年 - 1999年）
- 爆球連発!!スーパービーダマン（1999年）
- KAIKANフレーズ（1999年 - 2000年）
- ゾイドシリーズ（1999年 - 2001年、2004年 - 2006年）
- うちゅう人 田中太郎-TAROU TANAKA- （2000年 - 2001年）
- 破邪巨星Gダンガイオー（2001年）
- スージーちゃんとマービー（2001年 - 2002年）
- 探偵少年カゲマン（2001年 - 2002年）
- 劇場版犬夜叉シリーズ（2001年 - 2004年）
- 劇場版とっとこハム太郎（2001年 - 2004年）
- 釣りバカ日誌（2002年 - 2003年） - 制作協力
- わがまま☆フェアリー ミルモでポン!シリーズ（2002年 - 2005年）
- ロックマンエグゼシリーズ（2002年 - 2006年）
- 人間交差点　- Human Scramble - （2003年）
- コロッケ!（2003年 - 2005年）
- モンキーターン（2004年）
- ギャグコロスタジオ（2004年 - 2005年）
  - 絶体絶命でんぢゃらすじーさん
- みらくる! ぱんぞう（2004年 - 2005年）
- メジャー（2004年 - 2010年）
- 劇場版 新暗行御史（2004年）
- MÄR-メルヘヴン-（2005年 - 2007年）
- 劇場版 どうぶつの森（2006年）
- きらりん☆レボリューション（2006年 - 2009年）
- おはコロシアムシリーズ（2006年 - 2014年）
  - おはコロシアム内で放送されている、あるいは過去に放送されたアニメについては当番組の項を参照。
- ミュータント タートルズ（2007年 - 2008年） - テレビ東京版（シーズン1〜2のみ）
- ハヤテのごとく!（2007年 - 2008年、2009年）
- 鉄子の旅（2007年）
- 絶対可憐チルドレン（2008年 - 2009年）
- ゴルゴ13（2008年 - 2009年） - テレビアニメ版
- 極上!!めちゃモテ委員長（2009年 - 2011年）
- メタルファイト ベイブレード（2009年 - 2012年）※2010年製作の劇場アニメを含む
- クロスゲーム（2009年 - 2010年）
- レイトン教授と永遠の歌姫（2009年）
- 今日、恋をはじめます（2010年）
- 水木しげるの遠野物語（2010年）
- ひめチェン!おとぎちっくアイドル リルぷりっ（2010年 - 2011年）
- バクマン。シリーズ（2010年 - 2013年） - 初の集英社作品。
- 姫ギャル♥パラダイス（2011年 - 2012年）
- とっとこハム太郎（2011年 - 2013年） - アニメーション制作
- ちび☆デビ!（2011年 - 2014年）
- いじめ 〜いけにえの教室〜（2012年）
- ナゾトキ姫は名探偵♥（2012年）
- LINE TOWN（2013年 - 2014年）
- 団地ともお（2013年 - 2015年）
- となりの関くん（2014年） - 初の一ツ橋グループ外（KADOKAWA メディアファクトリー）原作。
- テンカイナイト（2014年 - 2015年）
- 怪盗ジョーカー（2014年 - 2016年）
- 映画 妖怪ウォッチシリーズ（2014年 - 2023年）
- 境界のRINNE（2015年 - 2017年）
- おまかせ!みらくるキャット団（2015年 - 2016年）
- 12歳。〜ちっちゃなムネのトキメキ〜（2016年）
- 斉木楠雄のΨ難（2016年・2018年・2019年）
- 覆面系ノイズ（2017年）
- 笑ゥせぇるすまんNEW（2017年）
- 100%パスカル先生（2017年）
- プリプリちぃちゃん!!（2017年）
- からかい上手の高木さんシリーズ（2018年 - 2022年） - 2022年製作の劇場アニメを含む
- グリムノーツ The Animation（2019年） - 第8話以降
- 新幹線変形ロボ シンカリオン（2015年 - 2022年） - 2018年および2021年製作のテレビアニメシリーズを含む
- メジャーセカンド（2018年 - 2020年）
- MIXシリーズ（2019年 - 2023年）
- ガル学。シリーズ（2020年 - 2022年）
- トニカクカワイイシリーズ（2020年 - 2023年） - 初のワーナー ブラザース ジャパンとの共同製作作品。
- モグモグモギュー（2020年）
- ゾゾゾ ゾンビーくん（2020年 - 2021年）
- ドロヘドロ（2020年）
- 死神坊ちゃんと黒メイド（2021年、2023年 - 2024年）
- 出会って5秒でバトル（2021年）
- チキップダンサーズ（2021年 - 2022年）
- 古見さんは、コミュ症です。（2021年 - 2022年）
- 灼熱カバディ（2021年）
- 俺、つしま（2021年）
- 名探偵コナン ゼロの日常（2022年）
- アオアシ（2022年）
- おにぱん!（2022年）
- サマータイムレンダ（2022年）
- スプリガン（2022年）
- よふかしのうた（2022年）
- 名探偵コナン 犯人の犯沢さん（2022年）
- モブサイコ100 III（2022年）
- うる星やつら（2022年版、2022年 - 2024年）
- もののがたり（2023年）
- 絆のアリル（2023年）
- ゾン100〜ゾンビになるまでにしたい100のこと〜（2023年）
- Helck（2023年）
- 葬送のフリーレン（2023年 - 2024年）
- BLUE GIANT（2023年）
- 君は冥土様。（2024年）
- オーイ！とんぼ（2024年 - 2025年）
- チ。-地球の運動について-（2024年 - 2025年）

実写バラエティ番組
- 週刊ポケモン放送局（2002年 - 2004年）
- ポケモン☆サンデー（2004年 - 2010年）
- ポケモンスマッシュ!（2010年 - 2013年）
- ポケモンゲット☆TV（2013年 - 2015年）
- ポケモンの家あつまる?（2015年 - 2022年）
- のりスタ!シリーズ（2003年 - 2015年）
- ギャグコロスタジオ（2004年 - 2005年）
- おはコロシアム（2006年 - 2014年）
- 踊RI場（2012年 - 2013年）
- OHA OHA アニキ（2016年 - 2018年）

実写ドラマ・映画
- ベクシル 2077日本鎖国（2007年、製作委員会として参加）
- おろち（2008年、製作委員会として参加）
- カムイ外伝（2009年、製作委員会として参加）
- 岳-ガク-（2011年、製作委員会として参加）
- あさひるばん（2013年、製作委員会として参加）
- 杉原千畝 スギハラチウネ（2015年、製作委員会として参加）
- アイアムアヒーロー（2016年、製作委員会として参加）
- ガールズ×戦士シリーズ（2017年 - 2022年）
- サヨナラまでの30分（2020年、製作委員会として参加）
- ガル学。〜ガールズガーデン〜（2021年）
- リズスタ -Top of Artists!-（2022年）

#### ゲーム
- らんま1/2 爆烈乱闘篇（1992年）
- らんま1/2 白蘭愛歌（1993年）
- らんま1/2 朱猫団的秘宝（1993年）
- らんま1/2 超技乱舞篇（1994年）
- うる星やつら 〜ディア マイ フレンズ〜（1994年）
- ドラえもん 友情伝説ザ・ドラえもんズ（1995年）

## 通販事業
- 小学館公式総合通販サイト LIFETUNES MALL「LIFETUNES MALL」
- ShoProモール「ShoProモール」
- オリジナルウイスキー通販サイト「WHISKY MEW」
- ×ブランドコラボプロジェクト『kuumaA』公式ECサイト「kuumaA」

## 教育事業

### 幼児教室
- ドラキッズ - 幼児向け学習教室

### アフタースクール
- ポケモングローバルアカデミー

### 大人向け講座
- 小学館アカデミー絵画倶楽部
- S. ATELIER（小学館アカデミーSアトリエ） - アートスクール

### 通信教育
- 名探偵コナンゼミ 通信教育

### 総合保育事業
- 小学館アカデミー保育園 - 認可保育園・認可外保育園・幼保一体型施設の運営。
- だっこルーム - 託児所
- HAS - ベビーシッターサービス

## 主なアワード
- 小学館集英社プロダクションが運営する小学館アカデミー保育園（にしおぎ南保育園等）は、ハビタット評価認証制度におけるJHEP認証を取得している。

## 不祥事

### 死亡事故
2010年6月18日に同年4月より静岡県から小学館集英社プロダクションが運営委託されていた野外活動施設「静岡県立三ケ日青年の家」において、大雨・強風注意報が出ていたにもかかわらず予定通り浜名湖で手漕ぎボート訓練を行っていた中学生と教師の計20名が乗ったボートを同社の社員である青年の家所長がモーターボートで岸まで曳航する最中に転覆し、中学1年生の女生徒1名が死亡する事故が発生した。その後の報道で荒天時の訓練の中止条件のマニュアルが明文化されていないことや、所長はカッターボートの曳航経験がなかったことが明らかとなった。その後同社は事故対策の強化に取り組むと発表し、事故の発生した6月18日を「償いの日」として制定した。

## 関連人物

### 歴代代表取締役
| 代数 | 氏名       | 在職期間                      | 備考               |
| ---- | ---------- | ----------------------------- | ------------------ |
| 1    | 高石哲夫   | - 2003年5月28日               |                    |
| 2    | 千葉和治   | 2003年5月29日 - 2006年5月17日 | 2006年から特別顧問 |
| 3    | 八木正男   | 2006年5月18日 - 2012年        |                    |
| 4    | 紀伊高明   | 2012年 - 2015年7月17日        |                    |
| 5    | 都築伸一郎 | 2015年7月18日 -               |                    |

### 役員
2023年8月現在。
取締役
- 櫻井哲也、久保雅一、松井聡、藤田亮、安齋進、盛武源、斎藤清美、相賀信宏、今井孝昭、水野麻紀子

監査役
- 市川裕之

### 歴代役員
専務取締役
- 熊谷玄典（小学館取締役兼務）

常務取締役
- 北村啓一

取締役
- 伊藤善章
- 佐藤馨
- 大西敏夫
- 鳥嶋和彦
- 中沢利洋
- 喜田力
- 宮下令文
- 茨木政彦

監査役
- 田辺茂男

## 関連企業
- 株式会社こどもりびんぐ
- 株式会社小学館アカデミー
- 小学館ミュージック&デジタル エンタテイメント
- VIZ Media LLC
- 株式会社ミキハウスアンド小学館プロダクション
- Shogakukan Production Holdings,Inc.